# 953
| [ Edytuj tabelę ]              |                                        |
| Książę Polski                  | - 940 Siemomysł 960                    |
| Król Anglii                    | - 946 Edred 955                        |
| Hrabia Aragonii                | - 922 Andregota Galíndez 972           |
| Hrabia Aragonii i król Nawarry | - 926 Garcia I 970                     |
| Hrabia Barcelony               | - 947 Borrell II 992 - 947 Miro 966    |
| Książę Bawarii                 | - 947 Henryk I 955                     |
| Książę Burgundii               | - 952 Gilbert 956                      |
| Cesarz Bizancjum               | - 913 Konstantyn VII Porfirogeneta 959 |
| Car Bułgarii                   | - 927 Piotr I 969                      |
| Książę Czech                   | - 935 Bolesław I Srogi 972             |
| Król Danii                     | - 940 Gorm Stary 958                   |
| Władca Egiptu                  | - 946 Abu al-Kasim Unudżur 960         |
| Król Franków zachodnich        | - 936 Ludwik IV Zamorski 954           |
| Hrabia Holandii                | - 939 Dirk II 988                      |
| Cesarz Japonii                 | - 946 Murakami 967                     |
| Kalif                          | - 946 Al-Muti 974                      |
| Hrabia Kastylii                | - 923 Ferdinand Gonzalez 970           |
| Król Khmerów                   | - 944 Radżendrawarman II 968           |
| Wielki książę Kijowa           | - 945 Światosław I 972                 |
| Patriarcha Konstantynopola     | - 933 Teofilakt 956                    |
| Władca Korei                   | - 949 Kwangjong 975                    |
| Król Leónu                     | - 950 Ordoño III 956                   |
| Król Norwegii                  | - 933 Haakon Dobry 961                 |
| Hrabia Palatynatu              | - 945 Hermann Pusillus 994             |
| Papież                         | - 946 Agapit II 955                    |
| Hrabia Portugalii              | - 950 Gonçalo Mendes 999               |
| Książę Saksonii                | - 936 Otton I Wielki 961               |
| Król Szkocji                   | - 943 Malcolm I 954                    |
| Doża Wenecji                   | - 942 Pietro III Candiano 959          |
| Książę Węgier                  | - 947 Fajsz 955                        |

Rok 953 / CMLIII
stulecia: IX wiek ~
X wiek ~
XI wiek

lata: 943 «
948 «
949 «
950 «
951 «
952 «
953
» 954
» 955
» 956
» 957
» 958
» 963

## Wydarzenia
- Azja
  - Bitwa pod Marasz: Emir Saif al-Dawla wyruszył na północ do Bizancjum i zniszczył wieś Malatya (współczesna Turcja). W drodze powrotnej przeprawił się przez Eufrat i przechwycił bizantyjską armię pod dowództwem Bardasa Fokasa Starszego, niedaleko Marasz. Bizantyjczycy zostali pokonani, a Bardas z trudem uciekł dzięki interwencji swoich podwładnych. Jego syn Konstantyn Fokas, gubernator Seleucji, został schwytany i osadzony w więzieniu w Aleppo, gdzie zmarł z powodu choroby[1].
- Afryka
  - 19 marca - kalif Al-Mansur Billah zmarł po ciężkiej chorobie. Jego następcą został jego 21-letni syn Al-Mu'izz li-Din Allah jako władca kalifatu Fatymidów. Autorytet Al-Mu’izz'a został uznany w rejonach, należących współcześnie do Algierii, Maroka i Tunezji.
- Europa
  - Zanotowano pierwszą wzmiankę o Getyndze, w której znajdował się wówczas pałac cesarski Grona — odbywały się tam posiedzenia parlamentu oraz spotkania cesarza i królów.
  - Lato - Ludolf, książę Szwabii i jego szwagier Konrad I Rudy zbuntowali się przeciwko królowi Ottonowi I. Król Otton wraz ze swą armią podjął nieudaną próbę zdobycia Moguncji i Augsburga. Zaocznie skazał Ludolfa i Konrada na banicję. Jego brat Bruno I, arcybiskup Kolonii, przywrócił władzę królewską w Lotaryngii, ale niektórzy zbuntowani książęta otrzymali wsparcie od Węgrów. Wykorzystali tę szansę do ataku na Bawarię.
  - Pierwsza wzmianka o mieście Póvoa de Varzim pod nazwą Villa Euracini (za rządów Mumadony Dias, hrabiny Portugalii).

## Urodzili się
- 14 września — Guo Zongxun, chiński cesarz (zm. 973)
- 21 września — Abu Ishaq Ibrahim, książę z dynastii Bujidów

data nieznana:
- Fujiwara no Korenari, japoński dworzanin (zm. 989)
- Fujiwara no Michitaka, japoński szlachcic (zm. 995)
- Herbert III, hrabia Vermandois (zm. 1015)
- Kisai Marvazi, perski pisarz i poeta (zm. 1002)
- Watanabe no Tsuna, japoński samuraj (zm. 1025)
- Xiao Yanyan, chińska cesarzowa Kitan (zm. 1009)

data prawdopodobna:
- Ælfheah, arcybiskup Canterbury (zm. 1012)
- Al-Karaji, perski matematyk
- Bermudo II, król Leónu i Galicji
- Karol, książę Dolnej Lotaryngii (zm. 993)

## Zmarli
- 19 marca — Al-Mansur Billah, kalif Fatymidów (ur. 913)
- 1 sierpnia — Yingtian, chińska cesarzowa Khitan (ur. 879)
- 18 listopada — Ludgarda, córka Ottona I Wielkiego i Edyty Angielskiej, od 947 roku żona Konrada, księcia Lotaryngii

data nieznana:
- Abas I, król z dynastii Bagratydów (Armenia)
- Mastalus I, przedostatni patrycjusz z Amalfi (Włochy)
- Ma Yinsun, chiński urzędnik i kanclerz
- Muhammad bin Musafir, władca Sallarid (przybliżona data)
- Rasso, frankijski dowódca wojskowy, pielgrzym i święty
- Wang Jun, chiński piosenkarz i kanclerz

data prawdopodobna:
- Garthelgar, biskup z Crediton (Diecezja Exeter)
- Rhodri ap Hywel, król Deheubarth (Walia)
- Eadgifu, córka Edwarda Starszego, króla Anglii, żona Karola III Prostaka, króla Franków Zachodnich, i Herberta III, hrabiego Vermandois